# Meta Preuß
Meta Preuß (auch Preuß-Totzki, geborene Kroll; * 18. Januar 1903 in Danzig; † 25. Dezember 1981) war eine deutsche Politikerin (KPD/SED). Sie war Abgeordnete des Volkstages der Freien Stadt Danzig.

## Leben
Meta Kroll, Tochter einer Arbeiterfamilie, war ab 1917 in Berlin als Apothekenhelferin tätig. Im Mai 1924 heiratete sie Hermann Totzki (1894–1965) und zog mit ihm zurück in ihre Geburtsstadt Danzig. Hier trat sie 1927 der Kommunistischen Partei Deutschlands (KPD) bei und leitete ab 1928 den Roten Frauen- und Mädchenbund. 1929 wurde sie Mitglied der KPD-Bezirksleitung Danzig und Frauenleiterin des Bezirks. Am 16. November 1930 wurde sie in den Volkstag Danzig gewählt. Die KPD erhielt bei diesen Wahlen 10,2 % der Stimmen und zog mit sieben Abgeordneten in den Volkstag ein. Neben Anton Plenikowski und Helene Kreft gehörte Meta Totzki zu den bekanntesten Funktionären der KPD in Danzig. Im Juni 1931 besuchte sie einen Lehrgang an der Reichsparteischule der KPD „Rosa Luxemburg“ in Fichtenau bei Berlin.
Ab Ende 1932 wirkte Meta Totzki als Instrukteurin in Danzig. Am 2. April 1934 wurde sie verhaftet und vom Schwurgericht Danzig „wegen illegaler politischer Betätigung“ zu drei Jahren Gefängnis verurteilt. Auf der Volkstagssitzung am 2. Mai 1934 erteilte das Parlament seine Genehmigung zum Strafvollzug gegen Meta Totzki und gegen Felix Raschke, einen weiteren kommunistischen Abgeordneten.
Gut drei Wochen später, am 26. Mai 1934 erließ der Polizeipräsident Hellmut Froböß eine Verfügung, nach der die Kommunistische Partei samt ihren Nebenorganisationen aufgelöst wurde. Der Senat Rauschning (NSDAP) begründete diesen Schritt damit, dass im Strafverfahren gegen leitende Funktionäre der Danziger KPD die Tatsache des Waffenbesitzes festgestellt wurde. Die Mitglieder der Partei hätten vorgehabt, „diese Waffen beim Kampf gegen Anordnungen der Regierung zu verwenden“. Ein weiterer Anlass für das Verbot der Danziger KP waren deren Aktivitäten bei der Herstellung und Einführung von „illegalen Druckschriften“, in denen zum Ungehorsam gegen amtliche Anordnungen aufgerufen wurde.
Im November 1935 wurde Meta Totzki amnestiert. Anschließend arbeitete sie als Anzeigenwerberin einer Zeitung. Im Juni 1936 floh sie nach Warschau und war dort zeitweise bei der sowjetischen Botschaft angestellt. Im September 1938 emigrierte sie nach Schweden und gehörte der dortigen KPD-Parteigruppe an.
Anfang Juni 1946 kehrte sie mit ihrem zweiten Mann, Karl Preuß (1904–1981), den sie im schwedischen Exil geheiratet hatte, nach Deutschland zurück. Meta Preuß trat der Sozialistischen Einheitspartei Deutschlands (SED) bei und wurde Leiterin der Sozialhilfe im Bezirksamt Berlin-Mitte. Im März 1947 gehörte Preuß zu den Mitbegründern der Vereinigung der Verfolgten des Naziregimes im Kreis Sangerhausen und wurde zu deren Schriftführerin gewählt. Später war sie Vorsitzende der Ortsgruppe Sangerhausen der SED. 1949 erkrankte sie schwer und wurde im Folgejahr berentet.

## Auszeichnungen
- Vaterländischer Verdienstorden in Bronze (1968).